# Notaresco
Notaresco este o comună din provincia Teramo, regiunea Abruzzo, Italia.
Populația comunei este de 6.873 de locuitori (2007).

## Demografie
Notaresco - evoluția demografică

|  | Graficele sunt indisponibile din cauza unor probleme tehnice. Mai multe informații se găsesc la Phabricator și la wiki-ul MediaWiki. |

Date: Recensăminte sau birourile de statistică - grafică realizată de Wikipedia